# Український правопис
Український правопис — правопис для української мови, система загальноприйнятих правил, які визначають способи передавання мовлення на письмі.
До останньої чверті XIV ст. був поширений давньоукраїнський правопис. Кирилична абетка загалом відповідала звуковому складу давньоукраїнської мови. Наприклад, правопис послідовно передавав м'якість і твердість звуків — після твердих приголосних завжди писали а, о, ы, оу, ъ, після м'яких приголосних писали ѧ, є, и, ю, ь. Літери ж, ч, ш, ц передавали м'які приголосні.
З XII ст. правопис зазнає змін: занепадають ъ та ь, виникає подвійне написання (чьто та что), замість цих літер уживаються о, е (хочьть і хочеть), губні й шиплячі починають утрачати м'якість (нове написання въсѣмъ замість вьсѣмь).
У XV — XVI ст. правопис письмових текстів змінюється відповідно до правил, розроблених у болгарському місті Тирнові книжниками під керівництвом патріарха Євтимія (другий південнослов'янський орфографічний вплив): у текстах насамперед конфесійного стилю з'являються форми твоа, всеа, ставляться знаки наголосу на початку та в кінці слова. Правила тирновської школи відображені в орфографії, яку нормалізував у праці «Грамматіка словєнска» Лаврентій Зизаній у 1596 р.
Від XVII ст. зміни в українському правописі відбуваються від «Грамматіки Славенския правилное Сѵнтаґма» Мелетія Смотрицького 1619 року, коли до абетки було офіційно введено літеру ґ, диграфи дж та дз, а також й, правопису «Граматики малоросійського наріччя» Олексія Павловського 1818 року, коли на позначення звуку [i] стала вживатися винятково літера і, правопису часопису «Русалка Днѣстровая» 1837 року, коли вперше було використано літеру є в її сучасному значенні, а також уперше введено диграфи йо, ьо, кулішівки 1856 року, коли вперше подовжені приголосні почали позначатися двома літерами (весіллє — зараз «весілля»), змін до кулішівки П. Житецького та К. Михальчука в «Записках Південно-Західного відділення Російського географічного товариства» в 1874—1875 рр., коли літера ї почала вживатися в її сьогоднішньому значенні, желехівки 1886 року з остаточним усталенням уживання літер е, є, и та апострофа в їхньому сьогоднішньому значенні, до правопису Бориса Грінченка (грінченківки) у «Словарі української мови» за 1907—1909 рр., що є основою сучасної орфографії.
Від початку XVIII ст. в більшості українських орфографічних систем використовується «гражданський шрифт» (спрощене написання літер кирилиці), лише Микола Гатцук у 1860 р. пропонував використовувати «допетрівську» кирилицю.
Як зазначено у передмові до українського правопису третього видання, воно «є органічним продовженням першого (1946) і другого (1960)». Орфографічна комісія при Відділенні літератури, мови й мистецтвознавства АН УРСР підготувала і 14 листопада 1989 р. затвердила третє видання (надруковане 1990 р.)". 8 червня 1992 р. Кабінет Міністрів України прийняв пропозицію Академії наук, Міністерства освіти і Міністерства культури України про запровадження в мовну практику, починаючи з 1992 року, правописних норм третього видання. Надалі Видавництво «Наукова думка» НАН України перевидавало правопис. При цьому «спершу продовжували нумерувати стереотипні перевидання правопису (1993 року — 4-те видання, виправлене й доповнене, 1994-го видрукувано додатковий наклад із тими ж вихідними даними, 1996 — 5-те, стереотипне, 1997 — 6-те, стереотипне, 1998 — 7-ме, стереотипне), потім просто зазначали без нумерації, що перевидання стереотипне (1999, 2000, 2002, 2003, 2004, 2005), а в останніх (2007, 2008, 2010, 2012) бібліографічний опис взагалі відсутній». Відсутній бібліографічний опис й у чинної редакції правопису 2019 року.

## Історія

### Періоди розвитку
Виділяють від 3 до 5 головних етапів становлення правопису української мови:
- Українсько-руський період (X — поч. XVII ст.)
  - давній українсько-руський період: X — третя чверть XIV ст.
  - староукраїнський період: ост. чверть XIV — поч. XVII ст.
- Норми «Граматики» Мелетія Смотрицького 1619 року (XVII—XVIII ст.)
- Новоукраїнський період (XIX ст. — сьогодення)
  - пошуки найкращого варіанту правопису сучасної мови: XIX сторіччя
  - унормування правопису із залученням державних чинників: з поч. XX сторіччя.

### Українсько-руський період (X— поч. XVIIст.)
Витоки українського правопису йдуть від слов'янського правопису, започаткованого творцями слов'янської азбуки. Більшість української графіки майже не змінилася від тих часів. Зокрема, у нинішньому алфавіті є тільки дві літери, яких, на думку професора Івана Огієнка, не було в кирило-мефодіївській абетці — це ґ, яка відома з кінця XVI ст. й набула поширення у XVII ст., та ї, яку спершу писали замість колишньої літери ѣ та на місці е в новозакритому складі, а потім перебрала на себе функції звукосполуки й+і. У руських кириличних рукописах не розрізнялися в написанні також літери е і є. Правопис, що відштовхувався від слов'янської абетки, в Україні значною мірою підтримували вихідці з Болгарії, які працювали тут і переписували тексти (переважно церковного змісту). У період від XIV до XVI ст. в богослужбових (та частково у світських) рукописах панував правопис, розроблений тирновським (болгарським) патріархом Євтимієм. На теренах України вплив цього правопису був відчутним з кінця XIV ст. і тривав до 1920-х рр. Цей період відомий у мовознавстві під назвою «Другий південнослов'янський вплив».

### «Граматика» Смотрицького 1619 року (XVII—XVIIIст.)
У 1619 р. вийшла праця Мелетія Смотрицького «Грамматіки Славенския правилное Сѵнтаґма», де слов'янсько-українську писемність частково пристосовано до української фонетики. Тоді було розмежовано значення букв г і ґ, запроваджено буквосполучення дж і дз для позначення відповідних українських звуків, узаконено вживання букви й.
У 1708 році змінилося накреслення літер — традиційну кирилицю замінили спрощеним різновидом, т. зв. «гражданкою». Участь у розробленні нового алфавіту й графіки взяли також українські вчені. Перші зображення 32 літер нового шрифту, які досі без значних змін служать основою для української, білоруської та російської орфографіки, видрукували в місті Жовква поблизу Львова. З алфавіту вилучено застарілі букви: омегу, фіту, ксі, псі, іжицю, юс великий, юс малий, натомість закріплено букви ю та я, які до того вживалися лише в окремих текстах.

### Новоукраїнський період (з XIXст.)

#### Правописні пошуки XIX століття
У 1798 році вийшла «Енеїда» Івана Котляревського — твір, який став піонером нової української літератури й поштовхом до пошуків сучасних способів відтворення української мови в писемному вигляді. Виникла потреба в зміні традиційного письма. Письменники, які прагнули писати живою українською мовою, мусили шукати засобів для передавання справжнього звучання слова, а не керуватися давнім написанням. У 1818 р. до алфавіту додано букву і, у 1837-му — є та буквосполучення йо, ьо, у 1873 р. — ї. Натомість дедалі рідше можна було зустріти літери ъ, ы та э. Швидка та постійна зміна елементів алфавіту і їхнє різноманітне вживання породило значну кількість експериментів з українською мовою та створення великої кількості (від 1798 до 1905 р. можна нарахувати близько 50 більш-менш поширених, інколи взагалі індивідуальних) правописних систем.
Найвідоміші серед цих спроб:
- Правописна система Олексія Павловського.
- Варіант «Русалки Дністрової» (1837).
- Кулішівка — правописна система Пантелеймона Куліша в «Записках о Южной Русі» (1856) та в «Граматиці» (1857).
- Драгоманівка (вироблена в 1870-х рр. у Києві гуртом укр. діячів культури під керівництвом мовознавця Павла Житецького, куди входив і Михайло Драгоманов).
- Желехівка — створена українським ученим Євгеном Желехівським під час праці над власним «Малорусько-німецьким словарем» (Львів, 1886). Цей правопис закріплено в «Руській граматиці» Степана Смаль-Стоцького та Теодора Ґартнера, що вийшла 1893 р. у Львові. З певними корективами желехівку вжив Борис Грінченко у фундаментальному чотиритомному «Словарі української мови» (1907—1909). Більшість правописних правил (практично оперті на фонетиці — «пиши як чуєш»), застосованих у словнику Грінченка, діють і досі.

#### Унормування правопису (XX—XXI століття)
Праця Грінченка стала неформальним правописом і зразком для українських письменників та видань від 1907 р. аж до створення першого офіційного українського правопису в 1918 р.
17 січня 1918 р. Центральна Рада видає «Головні правила українського правопису», які, проте, не охоплювали всього обширу мови. 17 травня 1919 р. Українська академія наук схвалила «Головніші правила українського правопису», які й стали основою для усіх пізніших доопрацювань та поправок.
23 липня 1925 року Рада Народних Комісарів УСРР постановила організувати Державну Комісію для впорядкування українського правопису (Державна Правописна Комісія). До неї увійшло понад 20 науковців з УСРР, які висловили бажання запросити також представників Західної України: Степана Смаль-Стоцького, Володимира Гнатюка та Василя Сімовича.
Після майже річної праці у квітні 1926 р. «Проєкт українського правопису» надруковано для ознайомлення широких кіл суспільства. Після кількох місяців обговорення та розгляду проєкту на Всеукраїнській правописній конференції (26.05 — 6.06.1927, Харків), правопис ухвалили згідно з постановою Ради народних комісарів із 6 вересня 1928 р. Він увійшов до історії як «харківський» або «скрипниківський правопис» — від місця створення чи прізвища тодішнього народного комісара освіти Миколи Скрипника.
1929 року Григорій Голоскевич видав «Правописний словник» (близько 40 тис. слів, погоджений із повним правописом, що виробила Державна Правописна Комісія й затвердив Народній Комісар Освіти (06.09.1928).
У 1933 р. правописна комісія на чолі зі заступником народного комісара освіти УРСР Андрієм Хвилею затаврувала харківський правопис як «націоналістичний», негайно припинила видання будь-яких словників і без жодного обговорення в дуже стислий термін (за 5 місяців) створила новий правопис, що як ніколи до того уніфіковував українську та російську мови. З абетки вилучено букву ґ, а українську наукову термінологію переглянуто й узгоджено з російсько-українськими словниками (Інститут української наукової мови було зліквідовано в 1930 році). Цю редакцію правопису схвалено постановою Наркома освіти УСРР від 5 вересня 1933 року.
Ще деякі незначні зміни прийнято в редакції правопису 1946 року й у 1959-му (вийшла друком наступного року). Вона була пов'язана з документом «Правила русской орфографии и пунктуации», який вийшов у 1956 р. Від 1960 аж до 1990 р. офіційною була саме редакція 1960 року.
Після початку «перебудови» питання удосконалення українського правопису знову стало актуальним — редагування правописного кодексу розпочала Орфографічна комісія при ЛММ АН УРСР. Проєкт обговорювали й у новоствореному Товаристві української мови ім. Т. Шевченка (головою якого був Дмитро Павличко). Новий варіант затверджено 14 листопада 1989 року, а опубліковано в 1990 році. Головними досягненнями стало відновлення букви ґ та кличного відмінка (за радянських часів він був необов'язковим і називався клична форма).
Під час I Міжнародного конгресу україністів (27.08 — 03.09.1991) було прийнято постанову про потребу вироблення єдиного сучасного правопису для українців, що проживають в Україні, так і в діаспорі, який мав би опиратися на весь історичний досвід української мови.
15 червня 1994 року уряд України затвердив склад Української національної комісії з питань правопису при Кабінеті Міністрів. Початковою метою було підготування нової редакції правопису за 2 з половиною роки (до кінця 1996 року), але робота з підготовки оновлених правил значно затягнулася. Остаточно всі напрацьовані пропозиції було передано до Інституту української мови в середині січня 1999 року. Цей проєкт відомий під назвою «Проєкт правопису 1999 року» (оскільки серед іншого пропонує відновити йотування перед голосними, як було до 1933 р.).
Деякі сучасні українські видавництва дещо відхилялися від тодішніх правил у написанні, наприклад, запозичених неологізмів та іноземних власних назв. Так, у багатьох географічних, історичних та художніх книгах вони використовують способи транслітерації (з мов, що використовують латинську абетку), без огляду на правопис: «А-ба-ба-га-ла-ма-га» (Київ) — у серії книг про Гаррі Поттера; «Астролябія» (Львів) — у серії творів Толкіна («Володар перснів», «Гобіт», «Діти Гуріна» і «Сильмариліон»); «Літопис» (Львів); «Мапа» (Київ) та енциклопедія УСЕ видавництва «Ірина» (Київ), а також видавництво «Критика». Ці видання передають германські H і G у власних назвах як Г й Ґ. За правописом 1993 року «G і h звичайно передаються літерою г» (§ 87).

#### Правопис 2019
22 травня 2019 року Кабінет Міністрів своєю постановою схвалив Український правопис у новій редакції, розробленій Українською національною комісією з питань правопису.
27 січня 2021 року Окружний адміністративний суд міста Києва скасував постанову Кабміну № 437 «Питання українського правопису», якою було схвалено нову редакцію «Українського правопису» нібито з причини того, що Кабінет Міністрів України не мав відповідної компетенції.
У березні 2021 року Міністерство юстиції України, представляючи інтереси уряду, подало апеляційну скаргу на рішення ОАСК до Шостого апеляційного адміністративного суду у справі про визнання протиправною та нечинною постанову Кабінету Міністрів № 437 «Питання українського правопису». У травні 2021 року Шостий апеляційний адміністративний суд визнав протиправним та анулював рішення Окружного адміністративного суду міста Києва щодо скасування нового правопису.
22 травня 2024 року завершився пʼятирічний перехідний період до нового українського правопису.
29 травня 2024 року Верховний суд України своїм рішенням підтвердив чинність і обов’язковість застосування українського правопису, який був схвалений у 2019 році.
В інтерв'ю Радіо Свобода від 2 червня 2024 року директор Інституту української мови НАН України, доктор філологічних наук, професор Павло Гриценко заявив, що на сьогодні Інститутом допрацьовується новий український правопис, остаточний варіант якого оприлюднять наприкінці 2024 року. «Правопис треба скоротити, позабирати з нього те, що стосується самоочевидних речей, яких не треба давати. На те є орфографічний словник, який має бути додатком до правопису, де мають бути наведені складні форми, де легко можна віднайти, відшукати, послатися на те джерело» — заявив він у інтерв'ю.

## Структура чинного правопису
Наведено згідно з редакцією правопису від 2019 року.
- I. Правопис частин основи слова (§ 1—65)
- II. Правопис закінчень відмінюваних слів (§ 66—120)
- III. Правопис слів іншомовного походження (§ 121—140)
- IV. Правопис власних назв (§ 141—154)
- V. Уживання розділових знаків (§ 155—168)